# Castilleja chlorotica
Castilleja chlorotica là loài thực vật có hoa thuộc họ Cỏ chổi. Loài này được Piper mô tả khoa học đầu tiên năm 1920.